# Прата-ду-Пиауи

Прата-ду-Пиауи на карте штата.

Прата-ду-Пиауи (порт. Prata do Piauí) — муниципалитет в Бразилии, входит в штат Пиауи. Составная часть мезорегиона Северо-центральная часть штата Пиауи. Входит в экономико-статистический микрорегион Валенса-ду-Пиауи. Население составляет 3085 человек на 2010 год. Занимает площадь 198,566 км². Плотность населения — 15,54 чел./км².

## Демография
Согласно сведениям, собранным в ходе переписи 2010 г. Национальным институтом географии и статистики (IBGE), население муниципалитета составляет:
| Полное население                               | Полное население                               | Полное население                               | Полное население                               | 3085  |
| ---------------------------------------------- | ---------------------------------------------- | ---------------------------------------------- | ---------------------------------------------- | ----- |
| в том числе:                                   | Городское население                            | 2552                                           | Процент городского населения, %                | 82,72 |
|                                                | Сельское население                             | 533                                            | Процент сельского населения, %                 | 17,28 |
|                                                | Мужское население                              | 1551                                           | Процент мужского населения, %                  | 50,28 |
|                                                | Женское население                              | 1534                                           | Процент женского населения, %                  | 49,72 |
| Плотность населения, чел/км²                   | Плотность населения, чел/км²                   | Плотность населения, чел/км²                   | Плотность населения, чел/км²                   | 15,54 |
| Население муниципалитета в % к населению штата | Население муниципалитета в % к населению штата | Население муниципалитета в % к населению штата | Население муниципалитета в % к населению штата | 0,10  |

По данным оценки 2016 года, население муниципалитета составляет 3106 жителей.

## Статистика
- Валовой внутренний продукт на 2003 год составляет 4 482 959,00 реалов (данные: Бразильский институт географии и статистики).
- Валовой внутренний продукт на душу населения на 2003 год составляет 1366,76 реалов (данные: Бразильский институт географии и статистики).
- Индекс развития человеческого потенциала на 2000 год составляет 0,611 (данные: Программа развития ООН).